# 渡り鳥故郷へ帰る
『渡り鳥故郷へ帰る』（わたりどりこきょうへかえる）1962年8月12日に公開された日本の映画である。監督は牛原陽一。主演は小林旭。日活制作。なお、この作品は『渡り鳥シリーズ』の番外編である。

## 概要
四国の高松市を舞台に親分を仇を取るために三年ぶりに高松に帰ってきた男が戦う活劇アクション。

## キャスト
- 滝浩：小林旭
- 西田次郎：和田浩治
- 西田伸子：笹森礼子
- 松山栄一：小高雄二
- メランコリー・マヤ：白木マリ(白木万理)
- 江崎：平田大三郎
- 宇多欣造：安部徹
- 西田源造：桂小金治
- 佐川：山田禅二
- 榎木：木浦佑三
- 不動丸：武藤章生
- 筧昌代：初井言栄
- みどり：松尾嘉代
- 中島：宮崎準
- 鉄：野呂圭介
- 石田：森塚敏
- 五味：藤岡重慶
- 羽衣建設の作業員：河合健二
- 朱実：星ナオミ
- 不明：原恵子
- やよい丸船長：山之辺潤一
- 政吉：宮原徳平
- シゲ：亀山靖博
- 筧修太郎：松本染升
- タクシーの運転手：伊豆見英輔(伊豆見英輔)
- サブ：小林亘
- 羽衣建設の作業員：戸波志朗
- 三宅：川村昌之
- 吉田：小野武雄
- タクシー運転手：志方稔、久松成次郎
- 次郎を治療する看護婦：高山千草
- 次郎を治療する医者：三樹高雄
- 松吉：高緒弘志
- 警官：伊藤浩
- 留夫：式田賢一
- 大和田：会田為久
- キャバレーの女フラメンコダンサー：アニタ・アルメダ
- キャバレーの男フラメンコダンサー：ホセ・セヴィラ
- キャバレー『メトロ』の歌手：水上早苗
- 陣内一郎：葉山良二
- 松山美里：南田洋子

## スタッフ
- 監督： 牛原陽一
- 脚本： 下飯坂菊馬
- 企画： 児井英生
- 音楽： 大森盛太郎
- 撮影： 伊佐山三郎
- 照明： 森年男
- 録音： 沼倉範夫
- 美術： 木村威夫
- 編集： 辻井正則
- 助監督： 斎藤和三郎

## 使用曲
- 主題歌 : 「俺もゆくから君も行け」: 小林旭
- 挿入歌 : 「ギターを持った渡り鳥」: 小林旭、「青いテラス」: 水上早苗

## 併映作品
- 『零戦黒雲一家』: 舛田利雄監督、石原裕次郎主演

## ロケ地
- 栗林公園[3]
- 玉藻城[3]
- 高松警察署[3]
- 高松港[3]
- 金刀比羅宮[3]
- 屋島展望台[3]
- 宇高国道フェリー[3]

## 渡り鳥シリーズ
- ギターを持った渡り鳥
- 口笛が流れる港町
- 渡り鳥いつまた帰る
- 赤い夕陽の渡り鳥
- 大草原の渡り鳥
- 波濤を越える渡り鳥
- 大海原を行く渡り鳥
- 北帰行より 渡り鳥北へ帰る
- 渡り鳥故郷へ帰る